# Neal E. Miller
Neal Elgar Miller (Milwaukee, 3 augustus 1909 - Hamden (Connecticut), 23 maart 2002) was een Amerikaans psycholoog. Hij was actief op het gebied van de leerpsychologie en de neurowetenschap en wordt beschouwd als een van de zeer belangrijke psychologen van de 20e eeuw.

## Achtergrond en studies
Miller was enig kind. Zijn vader, Irving E. Miller, had samen gestudeerd met John Dewey en James Rowland Angell en behaalde een doctoraatstitel aan de Universiteit van Washington. Later werd hij professor in de onderwijspsychologie aan het Western Washington State College.
Neal Miller behaalde in 1931 zijn bachelor eveneens aan de Universiteit van Washington, waar hij les kreeg van de belangrijke leerpsycholoog Edwin Guthrie. Zijn master in de psychologie behaalde hij in 1932 aan de Stanford-universiteit, waar hij onder meer werkte onder de intelligentiespecialist Lewis Terman. Miller volgde er ook les in experimentele psychologie onder Walter Miles. Voor zijn doctoraat volgde hij Walter Miles naar de Yale-universiteit.
Aan de Yale-universiteit werkte hij samen met Clark Hull, een zeer belangrijk behavioristisch leerpsycholoog, die zich onder meer richtte op het verbale leren en doelgericht gedrag, vertrekkende vanuit de principes van klassieke conditionering. In 1935 behaalde Neal Miller er zijn doctoraat. Zijn proefschrift droeg als titel The influence of past experience upon the transfer of subsequent training. Hierin toonde hij aan dat de huidgeleiding van proefpersonen verschilde bij het aanbieden van een stimulus (de letter "T") die een elektroshock voorspelde tegenover de huidgeleiding bij een stimulus (het cijfer "4") dat geen shock voorspelde, en dat die verandering in huidgeleiding kon overgedragen worden van de reële stimulus naar het denken aan die stimulus. Hieruit leidde hij af dat mentaal gedrag kan functioneren als een stimulus (response-produced cues - prikkels die door een respons worden geproduceerd) die aanleiding geeft tot andere responsen. Hierin zag hij de basis voor probleemoplossing.
Miller was eveneens geïnteresseerd in de psychoanalyse en trachtte de freudiaanse theorie en praktijk te vertalen in termen van de leertheorieën. Hij verkreeg een postdoctoraal Social Sciences Research Council Fellowship waardoor hij in Wenen kon studeren aan Freuds Psychoanalytisch Instituut onder Heinz Hartmann.

## Werk

### Yale-universiteit
In 1936 werd Miller psychologiedocent en onderzoeksassistent aan de Yale-universiteit, waar hij mee grondlegger werd van de frustratie-agressiehypothese. Het antisemitisme dat Miller zag in Duitsland, interpreteerde hij in dit kader: de frustratie van slechte economie na de Eerste Wereldoorlog werd gericht op een onschuldige, onmachtige bevolkingsgroep. Vervolgens deed hij experimenteel onderzoek rond approach-avoidance conflicten. Hij werkte intensief samen met de psycholoog Orval Hobart Mowrer, onder meer rond angst als een aanleerbare drive. Miller werkte ook nauw samen met de socioloog John Dollard. In 1941 verscheen van hun hand het boek Social learning and imitation. Hierin beschreven ze hoe uiteenlopend menselijk gedrag te begrijpen is vanuit vier basisfactoren: drive of motivatie, cue of de stimulus, respons en beloning. Imitatie kan daarbij het leerproces sterk versnellen.
Tijdens de Tweede Wereldoorlog ging Miller in het Army Air Corps. Hij begon er als kapitein en werd later bevorderd tot majoor. Hij hielp bij de ontwikkeling van tests om kandidaten te selecteren voor een training als piloot en startte ook onderzoek naar factoren die bijdragen aan angst en moed in de strijd. Na de oorlog ging hij terug aan de slag in Yale, waar hij in 1950 tot hoogleraar werd benoemd. Beiden waren geboeid door de psychoanalyse, die ze verder analyseerden in leertheoretische termen. Het belangrijkste en bekendste werk uit deze periode is Personality and psychotherapy uit 1950. Hierin analyseerden ze neurosen en persoonlijkheid in leertheoretische termen en zochten ze naar psychotherapeutische veranderingsmogelijkheden.
In de jaren 1950 richtte Miller zich op neurowetenschappelijk onderzoek, waarbij hij onder meer hersengebieden van ratten ging beschadigen of stimuleren om zo een aantal hypothesen te testen. Hij onderzocht het effect van bepaalde stoffen op de hersenen. Later bleek hij als eerste het belang van dopamine bij het ervaren van een beloning te hebben onderzocht. Hij presenteerde zijn onderzoeksresultaten ook aan farmaceutische bedrijven om aan te tonen hoe gedragsonderzoek kon helpen bij de evaluatie van potentiële medicamenten. Dit domein werd later de gedragsfarmacologie. In een belangrijke publicatie uit 1965 beschreef Miller hoe stimulatie van eenzelfde hersengebied met verschillende stoffen (hetzij natuurlijk voorkomende stoffen, hetzij synthetische) verschillend gedrag kan uitlokken.

### Rockefeller-universiteit
In 1966 ging Miller aan de slag bij de Rockefeller-universiteit. Hier leverde hij meer neurowetenschappelijk werk en startte hij onderzoek dat later zou leiden tot de therapeutische toepassingen van biofeedback. Lange tijd werd gedacht dat autonome responsen alleen konden geconditioneerd worden via klassieke conditionering. Miller was ervan overtuigd dat dit ook kon via operante conditionering, met andere woorden via bekrachtiging. Het eerste onderzoek in dit verband werd gepubliceerd in 1967. Miller en Carmona toonden hierin aan dat honden konden leren hun speekselproductie (een autonome respons) te verhogen of verlagen om water te bekomen als beloning. In een ander artikel van datzelfde jaar toonden Miller en DiCara aan dat verlamde ratten konden leren hun hartslag te verhogen of verlagen met als beloning elektrische hersenstimulatie. Dit laatste resultaat bleek later niet repliceerbaar te zijn. Dit betekende evenwel niet het einde van deze onderzoekslijn. De biofeedbackmethode werd verder ontwikkeld en ook toegepast op mensen. De eerste onderzoeken richtten zich op mensen met een verlamming ten gevolge van beschadiging van het ruggenmerg door schotwonden. Via biofeedback leerden zij hun bloeddruk te verhogen.

### Later werk
Begin jaren 1970 ging Miller ook les geven aan de Cornell-universiteit. In 1980 ging hij op emeritaat aan de Rockefeller-universiteit en in 1985 keerde hij terug naar Yale als onderzoeker. Vanaf half de jaren 1970 richtte hij zijn onderzoek op het toepassen van biofeedback om stress te verminderen. Hiermee stond hij mee aan de wieg van de behavioral medicine en de gezondheidspsychologie.

## Privé
In 1948 trouwde Miller met Marion Edwards, een maatschappelijk werkster aan de Yale-universiteit. Ze hadden twee kinderen. Zijn vrouw overleed in 1997. In 1998 trouwde hij met zijn tweede vrouw.
Miller overleed in 2002 op 92-jarige leeftijd in een serviceflat.

## Erkenning
- In 1952 werd hij als eerste benoemd als de "James Rowland Angell Chair of Psychology" aan de Yale-universiteit.
- In 1958 werd hij opgenomen bij de National Academy of Sciences.
- In 1959 kreeg hij van de American Psychological Association (APA) de Award for Distinguished Scientific Contributions.[12]
- Van 1960 tot 1961 was Miller voorzitter van de APA.[13]
- In 1961 werd hij gekozen als "fellow" bij de American Academy of Arts and Sciences.[14]
- In 1962 werd hij aangesteld als voorzitter van het President's Science Advisory Committee dat een verslag moest maken over de gedragswetenschappen. Dit verslag verscheen datzelfde jaar in Science.[15]
- Voor zijn wetenschappelijk werk ontving hij in 1964 de National Medal of Science uit de handen van president Lyndon B. Johnson. Deze medaille werd later bij hem thuis gestolen. Daarom kreeg hij er terug een van president Jimmy Carter.
- Van 1971 tot 1972 was hij voorzitter van de Society for Neuroscience.[16]
- In 1984-1985 was hij voorzitter van de Association for Applied Psychophysiology and Biofeedback (AAPB).[17]
- In 1991 kreeg hij van de APA de Award for Lifetime Contributions to Psychology.[18]
- Vanaf 1993 organiseert de APA een Neal Miller Distinguished Lecture over neurowetenschap en dieronderzoek tijdens de jaarlijkse bijeenkomst van de vereniging.
- In 2000 kreeg hij van de Society for Neuroscience de Award for Education in Neuroscience.[19]
- Ter gelegenheid van zijn 100e verjaardag werd in 2009 door collega's een website over hem opgezet[20]
- In 2010 werd een themanummer van het wetenschappelijk tijdschrift Biofeedback gewijd aan Neal Miller.[21]

- Bibliothèque nationale de France: cb13482818p (data)
- Catàleg d'autoritats de noms i títols de Catalunya: 981060413646606706
- Gemeinsame Normdatei: 1033105325
- International Standard Name Identifier: 0000 0001 1046 6611
- Library of Congress Control Number: n83140710
- Mathematics Genealogy Project: 275916
- Nationale Bibliotheek van Tsjechië: xx0008665
- Nationale Bibliotheek van Israël: 987007275273605171
- Nederlandse Thesaurus van Auteursnamen: 069156719
- SNAC: w6c85w30
- Système universitaire de documentation: 035483792
- Virtual International Authority File: 24753128
- WorldCat: E39PBJgd74GrrWRMbCjmgQ3G73